# گردن استخوان ران
گردن استخوان ران (انگلیسی: Femur neck) زائدهٔ استخوانی هرمی‌شکلی است که سر استخوان ران را به تنهٔ استخوان ران متصل می‌کند. گردن استخوان ران در محل اتصال به تنهٔ استخوان ران (فمور) زاویه منفجره‌ای دارد که سوی آن به سمت محور داخلی بدن است.